# Astacoides caldwelli
Astacoides caldwelli је животињска врста класе Crustacea која припада реду Decapoda. 

## Угроженост
Подаци о распрострањености ове врсте су недовољни.

## Распрострањење
Ареал врсте је ограничен на једну државу. 
Мадагаскар је једино познато природно станиште врсте.

## Станиште
Станиште врсте су слатководна подручја. 
Врста Astacoides caldwelli је присутна на подручју острва Мадагаскар. 